# Verdrag van Adrianopel (1568)
Het Verdrag van Adrianopel werd gesloten op 17 februari 1568 in Adrianopel tussen de afgevaardigde van de Habsburgse monarchie, Antun Vrančić en de vertegenwoordiger van het Ottomaanse Rijk, Sokollu Mehmet Paşa.

## Context en overeenkomst
Tijdens de inname van Szigetvár in 1566 door de Ottomanen stierf sultan Süleyman I. Beide partijen vonden het wijs om aan tafel te gaan zitten. Na vijf maand van onderhandelen werd er overeengekomen dat de Habsburgers een jaarlijkse tribuut zouden betalen van 30.000 dukaten. Transsylvanië, Moldavië en Walachije werden vazalstaten van het Ottomaanse Rijk.
Het verdrag hield ongeveer 25 jaar stand. In 1574, 1583 en 1590 werd het verlengd.